# Lugoff
Lugoff es un lugar designado por el censo ubicado en el condado de Kershaw en el estado estadounidense de Carolina del Sur. La localidad en el año 2000 tiene una población de 6.278 habitantes en una superficie de 33.4 km², con una densidad poblacional de 188.1 personas por km². 

## Geografía
Lugoff se encuentra ubicado en las coordenadas 34°13′14″N 80°41′31″O / 34.22056, -80.69194. Según la Oficina del Censo, la localidad tiene un área total de 33,4 km² (12,9 mi²), de la cual 33,3 km² (12,9 mi²) es tierra y 0,2 km² (0,1 mi²) (0.54%) es agua.

### Localidades adyacentes
El siguiente diagrama muestra a las localidades en un radio de 28 kilómetros (17,4 mi) de Kershaw.

## Demografía
En el 2000 la renta per cápita promedia del hogar era de $49.000, y el ingreso promedio para una familia era de $55.461. El ingreso per cápita para la localidad era de $20.883. En 2000 los hombres tenían un ingreso per cápita de $37.924 contra $26.875 para las mujeres. Alrededor del 8.10% de la población estaba bajo el umbral de pobreza nacional. 